# 26234 Leslibrinson
26234 Leslibrinson (tên chỉ định: 1998 QV12) là một tiểu hành tinh vành đai chính. Nó được phát hiện bởi dự án Nghiên cứu tiểu hành tinh gần Trái Đất Lincoln ở Socorro, New Mexico, ngày 17 tháng 8 năm 1998. Nó được đặt theo tên Leslie Brinson, an American educator ở Durham, North Carolina.